# Court Tombs von Lurgan
Die Court Tombs von Lurgan liegen im Townland Lurgan (irisch An Lorgain) nördlich von Ballyshannon im County Donegal in Irland.

## Lurgan (DG 86)
Lage: 54° 33′ 7,9″ N, 8° 9′ 40,4″ W
Dieses Court Tomb besteht aus einer nicht überdachten Galerie mit einer Endkammer, die vom Rest durch kleine Pfosten getrennt ist. Um die Struktur gibt es Spuren des Cairns. Eine Senke im Boden, etwa 11,0 m hinter der Galerie, kann das Cairnende darstellen.
Die Galerie ist fast 9,0 m lang, 2,3 bis 2,5 m breit und erscheint abgesehen von der Endkammer nicht unterteilt. Die Endkammer ist etwa 2,0 m lang und verjüngt sich in der Breite von 1,8 m auf 1,5 m am Ende. Die ursprüngliche Zahl der Kammern im vorderen Teil der Galerie kann jedoch nicht bestimmt werden, aber es scheint, dass es zwei gab.
Die Frontseite der Galerie ist in eine Feldgrenze integriert. Der teilweise verdeckte Zugang zur Galerie befindet sich zwischen zwei im Abstand von 0,5 m, quer gesetzten 0,8 m hohen Pfosten, die einen Sturz von 1,7 × 0,8 × 0,4 m tragen. Unmittelbar neben den Pfosten befindet sich je ein Stein. Der östliche ist 0,55 m lang, 0,3 m dick und 0,2 m niedriger als der Pfosten. Der westliche misst 0,15 × 0,3 m und ist so hoch wie der Pfosten.
Je vier Orthostaten bilden die Seiten der vorderen Galerie. Ihre Höhen betragen auf der Ostseite 0,6 m, 0,5 m, 0,7 m und 0,35 m. Auf der Westseite 0,8 m, 0,8 m, 0,7 m und 0,65 m. (jeweils von Süd nach Nord). Zwei 0,3 m hohe Steine bilden die Seiten des hinteren Kammerbereichs, der durch einen 0,2 m hohen Endstein abgeschlossen wird. Der östliche hintere Seitenstein liegt innerhalb der Linie der Galerie. Der westliche steht leicht schräg, um das Kammerende zu verengen.
Etwa 2,8 m nordwestlich der Galerie befindet sich ein 0,8 × 0,55 × 0,45 m messender Stein, dessen Status ungewiss ist.

## Lurgan (DG 85)
Lage: 54° 33′ 28,2″ N, 8° 10′ 18,9″ W
Dieses Court Tomb ist das nördliche der beiden Tombs. Fünf Steine bilden die Seiten einer etwa 4,0 m langen Galerie, die Teil einer einst längeren gewesen sein könnte. Am östlichen Ende bilden vier Steine ein Portal und den anschließenden Teil des Hofes. Ein Türsturz überspannt das Portal. Die Struktur befindet sich in einem Hügel mit etwa 15 m Durchmesser.